# 6 novembre dans les chemins de fer
6 octobre 6 décembre
Chronologies thématiques
- Croisades
- Sports
- Disney

Cette page concerne les événements qui se sont déroulés un 6 novembre dans les chemins de fer.

## Événements

### XIXesiècle
- x

### XXesiècle
- 1977 : Ouzbékistan (à l'époque intégré à l'URSS) : mise en service du métro de Tachkent, premier réseau souterrain de chemin de fer en Asie centrale

### XXIesiècle
- 2002. France : Le 6 novembre l'incendie d'un wagon-lit fait 12 morts. Le stewart parti chercher des secours a verrouillé la porte et les outils à disposition ne peuvent casser les vitres.
- 2004. Grande-Bretagne : l'accident ferroviaire de Ufton Nervet (Berkshire) fait 7 morts et blessés à un passage à niveau.
- 2008. France : grève des conducteurs.

## Anniversaires

### Naissances
- x

### Décès
- x